# 新烏克蘭卡 (貝雷濟夫卡區)
47°12′2″N 30°27′13″E / 47.20056°N 30.45361°E
新烏克蘭卡（烏克蘭語：Новоукраїнка）是位於烏克蘭西南部的村莊，由敖德萨州贝雷济夫卡区的科諾普利亞內市鎮負責管轄。該村始建於1897年，面積0.17平方公里，海拔高度121米，2001年人口14，人口密度每平方公里82.35人。